# Fosse (Pyrénées-Orientales)
Fosse (okzitanisch Fòssa) ist eine französische Gemeinde mit 46 Einwohnern (Stand 1. Januar 2022) im Département Pyrénées-Orientales in der Region Okzitanien. Sie gehört zum Arrondissement Prades und zum Kanton La Vallée de l’Agly.

## Nachbargemeinden
Das Gemeindegebiet ist Teil des Regionalen Naturparks Corbières-Fenouillèdes.
Nachbargemeinden von Fosse sind Saint-Paul-de-Fenouillet im Nordosten, Saint-Martin-de-Fenouillet im Osten, Le Vivier im Südosten, Vira im Südwesten, Fenouillet im Westen und Caudiès-de-Fenouillèdes im Nordwesten.

## Bevölkerungsentwicklung
| Jahr      | 1962 | 1968 | 1975 | 1982 | 1990 | 1999 | 2013 | 2021 |
| Einwohner | 68   | 61   | 41   | 50   | 34   | 39   | 39   | 41   |